# روباه پرنده عینکی
روباه پرنده عینکی (نام علمی: Pteropus conspicillatus) نام یک گونه از سرده روباه پرنده است.

## نگارخانه

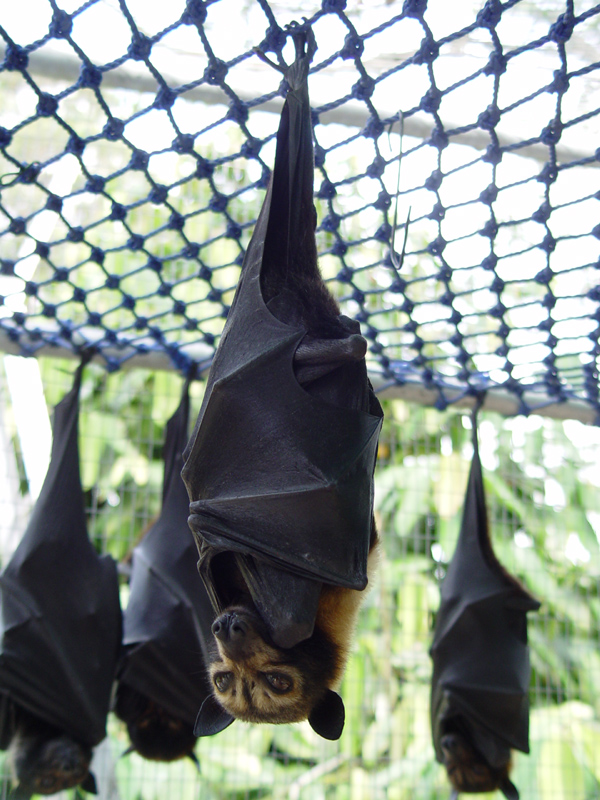
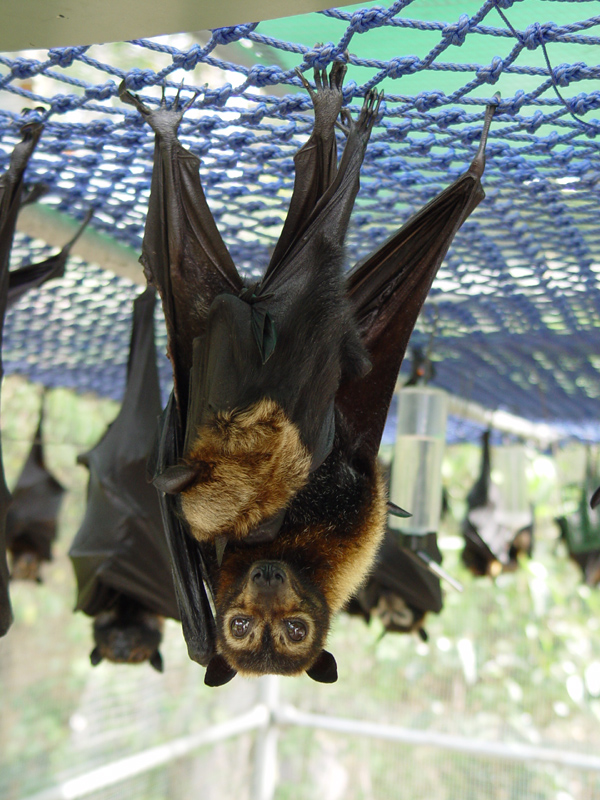
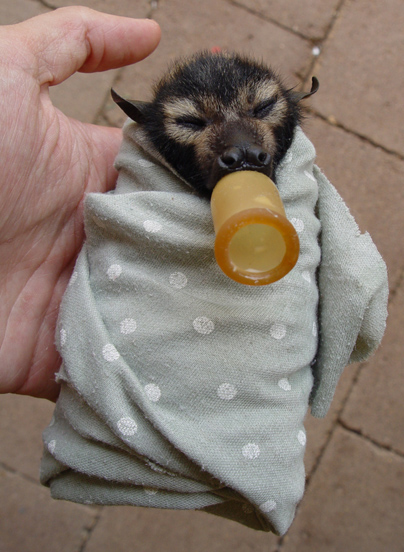